# Li Jingxiang
Li Jingxiang (Pekín, 1984) es una directora de cine y guionista china.

## Trayectoria
Nació en China en el seno de una familia pobre. Con el tiempo fue descubriendo -ha explicado- el sacrificio de la generación de su familia en la sociedad china. Tuvo la oportunidad de estudiar cine en Pekín.  De hecho de la familia de mi padre tan solo su hermana tuvo oportunidad de estudiar, y eso a pesar de que las familias preferían que fuera el varón el que estudiara, pero su abuelo no estaba de acuerdo con esa costumbre.
En 2006 se graduó de la Academia Central de Drama en interpretación dramática. Trabajó en la industria del cine durante dos años y luego decidió estudiar cine en el extranjero. Primero estudió en París, en la ESEC y la Universidad Paris VIII y más tarde en la Universidad de Montreal y la Universidad Concordia en Canadá, obteniendo dos maestrías.
Trabajó en varias películas francesas y chinas en Francia y Estados Unidos y en 2015, formó parte del equipo organizador del XII Festival de Cine Francés en China.

### Spring Sparrow
Presentó su ópera prima como directora en 2019 «Spring Sparrow» 春天的麻雀 una película en la que se narra el viaje desde el pueblo hasta la capital, Pekín en los años 80 del siglo XX. En la película el personaje de la madre no habla. «Eso es lo que quiero mostrar, esa mujer ausente. Normalmente la mujer en los años 80 no podía hablar por delante de su marido, tenía que situarse siempre por detrás» explica la directora. En la película narra su propia historia familiar. Empezó a preparar el guion en París con influencia del cine europeo y de manera especial el naturalismo de Eric Rohmer explica, y para el montaje el cine japonés. El equipo técnico de la película es también internacional.
El pueblo donde sucede la acción es mi propio pueblo, la casa donde se grabó es la casa donde yo crecí y, aparte de los actores protagonistas, cada extra está encarnado por miembros de mi familia y vecinos de toda la vida, por tanto esta película es sobre ellos, sobre aquella generación.
En noviembre de 2021 fue presentada en el IV Festival de Cine por mujeres.
En 2021 presentó su corto  “Jiangjun Guan” (China-Francia, 2021), una historia dedicada a una familia china que trabaja en el arte de la porcelana.

## Filmografía
- Spring Sparrow (2012)  Duración: 87′ largometraje
- Jiangjun Guan (2021) corto

## Premios y reconocimientos

### Por Spring Sparrow
- 2019, Premio especial del jurado al diseño de vestuario en Irán, en el Fajr International Film Festival-Silver Simorgh (Irán)
- 2019, Premio del jurado en el Festival Nits de Cinéma Oriental de Vic (España)